# インスブルック空港
インスブルック空港（インスブルックくうこう、独: Flughafen Innsbruck、英: Innsbruck Airport）は、オーストリアのチロル州の州都インスブルックにある国際空港。インスブルックの旧市街から西に約5キロメートル離れた、イン川沿いのクラーネビッテン地区（Kranebitten）にある。チロル州及び西オーストリアで最も大きな国際空港であり、オーストリア航空の準ハブ空港でもある。空港コードはINN (IATA) ／LOWI (ICAO)。

## 拠点・焦点都市としている航空会社
5社の航空会社がこの空港をハブ空港（拠点都市）もしくは焦点都市としている。
- オーストリア航空（準ハブ）
- オーストリアン・アローズ（旧チロリアン航空）
- ウェルカム・エアー
- エアー・アルプス
- チロリアン・ジェットサービス

## 就航路線
| 航空会社                     | 就航地 |
| ---------------------------- | --- |
| エーゲ航空                   | アテネ [季節運航] |
| エア・ドロミティ             | フランクフルト [季節運航] |
| エア・バルティック           | リガ [季節運航] |
| オーストリア航空             | ウィーン、アムステルダム、ブリュッセル、コペンハーゲン、ワルシャワ [ウィーンを除き季節運航]                                                                                 |
| ブリティッシュ・エアウェイズ | ロンドン（ガトウィック） 、ロンドン（ヒースロー） [全便季節運航] |
| イージージェット             | ロンドン（ガトウィック）、バーミンガム、ブリストル 、リバプール 、ロンドン（ルートン）、マンチェスター [ロンドン・ガトウィックを除き季節運航]                               |
| ユーロウィングス             | ハンブルク [季節運航] |
| イベリア航空                 | マドリード [季節運航] |
| アイスランド航空             | ケプラヴィーク [季節運航] |
| LOTポーランド航空            | ワルシャワ [季節運航] |
| スカンジナビア航空           | コペンハーゲン、ヨーテボリ、オスロ、ストックホルム [全便季節運航] |
| トランサヴィア               | アムステルダム、ブリュッセル、アイントホーフェン、ロッテルダム [アムステルダムを除き季節運航]                                                                               |
| TUIエアウェイズ              | バーミンガム、ブリストル、ダブリン、エディンバラ、ロンドン（ガトウィック）、ロンドン（ルートン）、ロンドン（スタンステッド）、マンチェスター、ニューカッスル [全便季節運航] |
| Welcome Air                  | ケルン/ボン、ヨーテボリ、グラーツ、ハノーファー、ニース、オルビア、スタヴァンゲル                                                                                           |
| コレンドン航空               | アンタルヤ |

- ウィーンへは毎日8～10便が、グラーツへは毎日3～5便が運航している。

## 空港へのアクセス
インスブルック市街地に隣接しており、インスブルック市交通局の路線バスFにてインスブルック市の旧市街をはじめとする中心部と結ばれている。このバスを利用した場合、市内中心部にあるインスブルック中央駅までの所要時間は約20分。また空港出口にはタクシーターミナルがあり、タクシーを利用すればインスブルックの旧市街に10分以内で到着する。

## 利用状況及び地域での重要性
2009年にはヨーロッパの21都市をインスブルックと結び、95万7千人の年間利用者数を記録したチロル州のみならず西オーストリア最大級の国際空港である。オーストリア航空やニキ航空などオーストリアの航空会社によってウィーンへは毎日8～10便が、グラーツへは毎日3～5便が運航されている他、オーストリアのみならず各国の航空会社によってロンドンやフランクフルト等各国の国際空港へ多くの便が運行されている。
また、夏と冬の観光ハイシーズンにはヨーロッパのみならず、中東や北アフリカからのチャーター便も数多く発着しており、チロル州全体の観光産業の活性化に重要な役割を担っている。冷戦期は小さな空港であったが、現在はアルプスの中央に位置し、ヨーロッパの様々な都市を結ぶハブ空港として大きく成長している。日本からはウィーン、フランクフルト、ロンドン、アムステルダム、モスクワ、コペンハーゲンを経由して入ることができる。